# Caraffa (Einheit)
Die Caraffa war gleichzeitig ein türkisches Ölmaß und Gewicht in Tunis und ein Volumenmaß in Italien.

## Tunis
Volumenmaß
- 1 Caraffa = 90,1625 Pariser Kubikzoll = 1,7885 Liter

Masseneinheit
- 1 Caraffa = 1,526 Kilogramm
- 1 Caraffa = 3 ⅛ Rottel[1]

## Italien
Hier gab es als Flüssigkeitsmaß die sizilianische  und  neapolitanische  Caraffa, die 1 zu 0,59116 im Verhältnis standen.
- 40 Caraffa = 1 Quartaro = 866,744 Pariser Kubikzoll = 17,193 Liter[2]
- Neapel 1 Caraffa (Wein oder Branntwein) = 36,65 Pariser Kubikzoll etwa 72,7027 Zentiliter[3]
- Neapel 60 Caraffa = 1 Barillo